# 月華旬刊

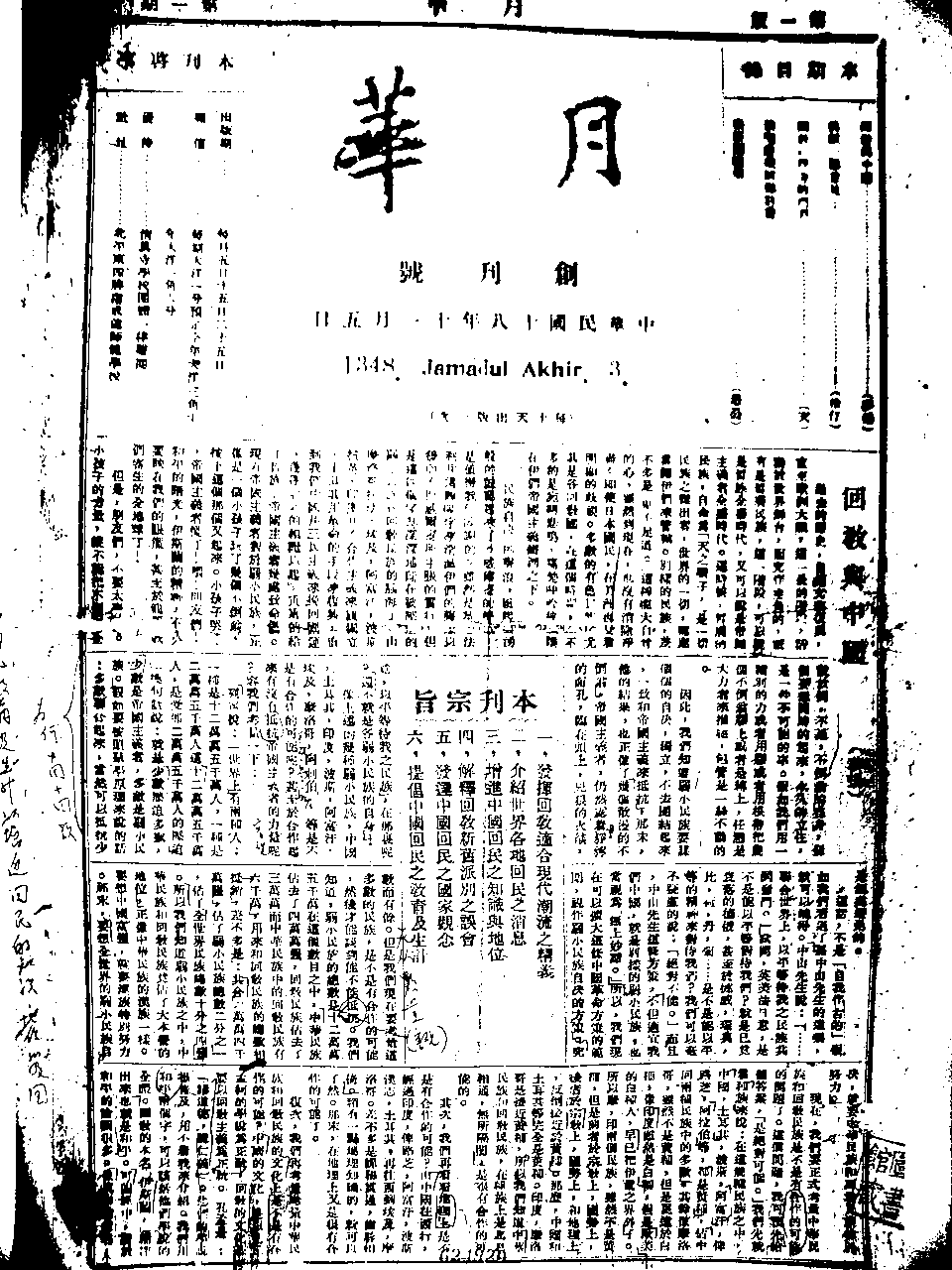
《月華》卷1「創刊號」的首版(民國18，1929)，當時《月華》的形式較為簡單，每期祇有四開報紙一張，共分四個版面，其內容體例則採「混合編列」。

《月華》旬刊（1929年－1948年），是近代中國所有回族刊物中歷時最久、影響範圍最廣、也最具代表性的報刊。

《月華》的成功之道，即在於它與北平成達師範學校結合在一起，《月華》編輯部就設在該校之內，故能得到成達歷屆師生的全力支援。《月華》儼然就是成達師範對外宣傳的機關刊物。故《月華》長期致力鼓吹回族傳統經堂教育的改革，並熱心報導與推廣新式回民學校成功的經驗。特別是當時正在萌芽的北平成達師範學校，《月華》對其有極為深入的報導與宣傳。此外成達師範的畢業生在西北從事回民小學建設工作的成果，也是《月華》的報導重點。《月華》和成達師範學校，兩者正可代表自北伐完成到抗日戰爭以前這段時期(1928年-1937年)，中國伊斯蘭教文化復興運動的成果。
《月華》從民國18年底創刊至民國37年6月結束為止，前後斷斷續續共歷時約20年。其間曾因外力等因素而停刊三次，並歷經了六位主編與四批撰述群。故依照其停刊的時間、不同的主編者，與所面臨的外在環境，《月華》大致可以分成四個發展階段：其一是北伐成功以後，國民政府主政下的北平時期(1929年11月－1937年5月)，這是《月華》能穩定成長的黃金時代。其二是抗戰爆發後的桂林復刊時期(1938年4月－1942年12月)，這是《月華》顛沛流離的艱苦歲月。其三是抗戰勝利以後的重慶時期(1946年1月－1947年5月)，此時成達師範已改成國立，《月華》已與該校無任何關係。最後則是遷回北平時期(1947年6月－1948年6月)，此時正值國共內戰的嚴重衝突時期。

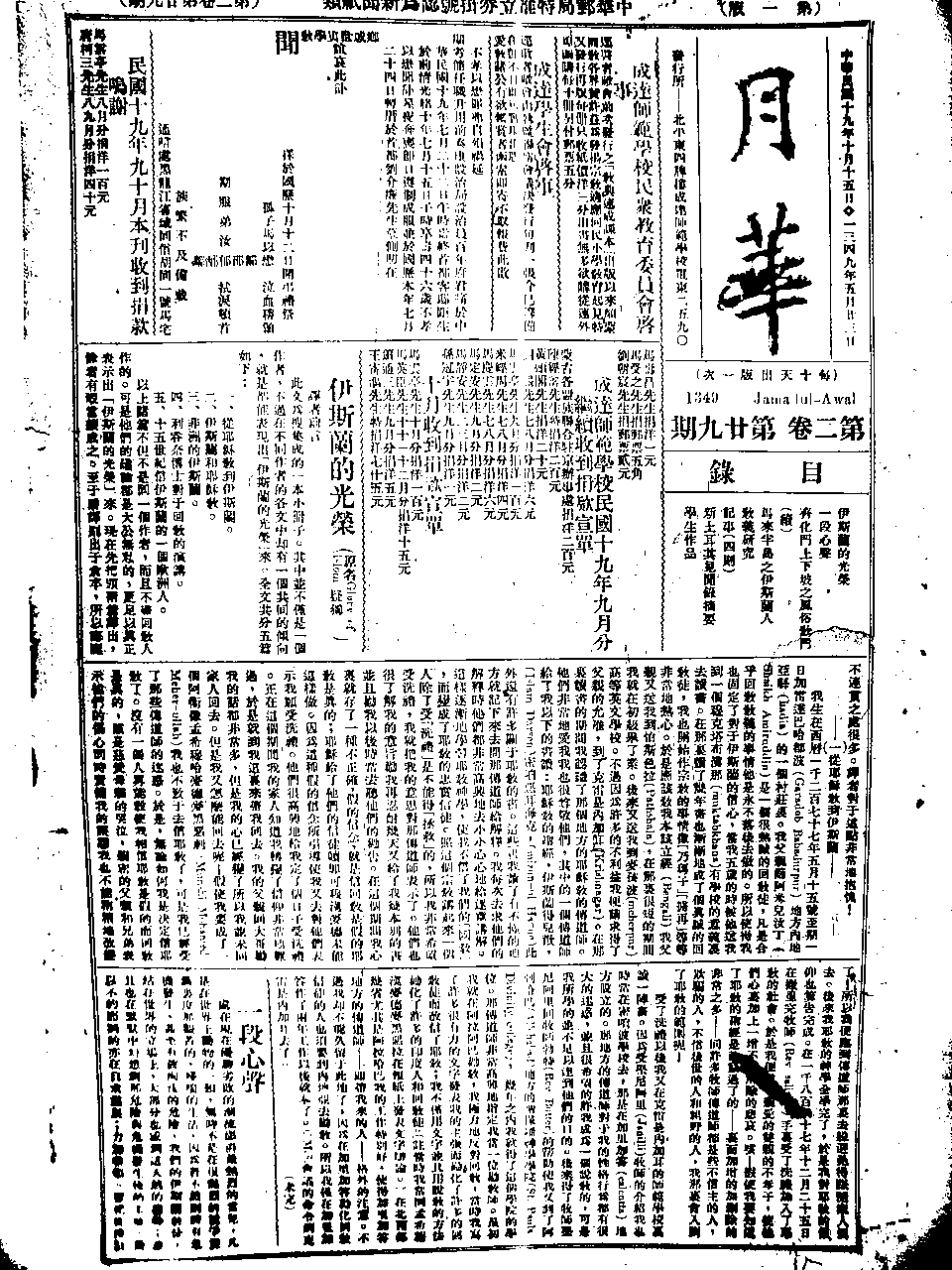
《月華》卷2第29期的首版(民國19年，1930)

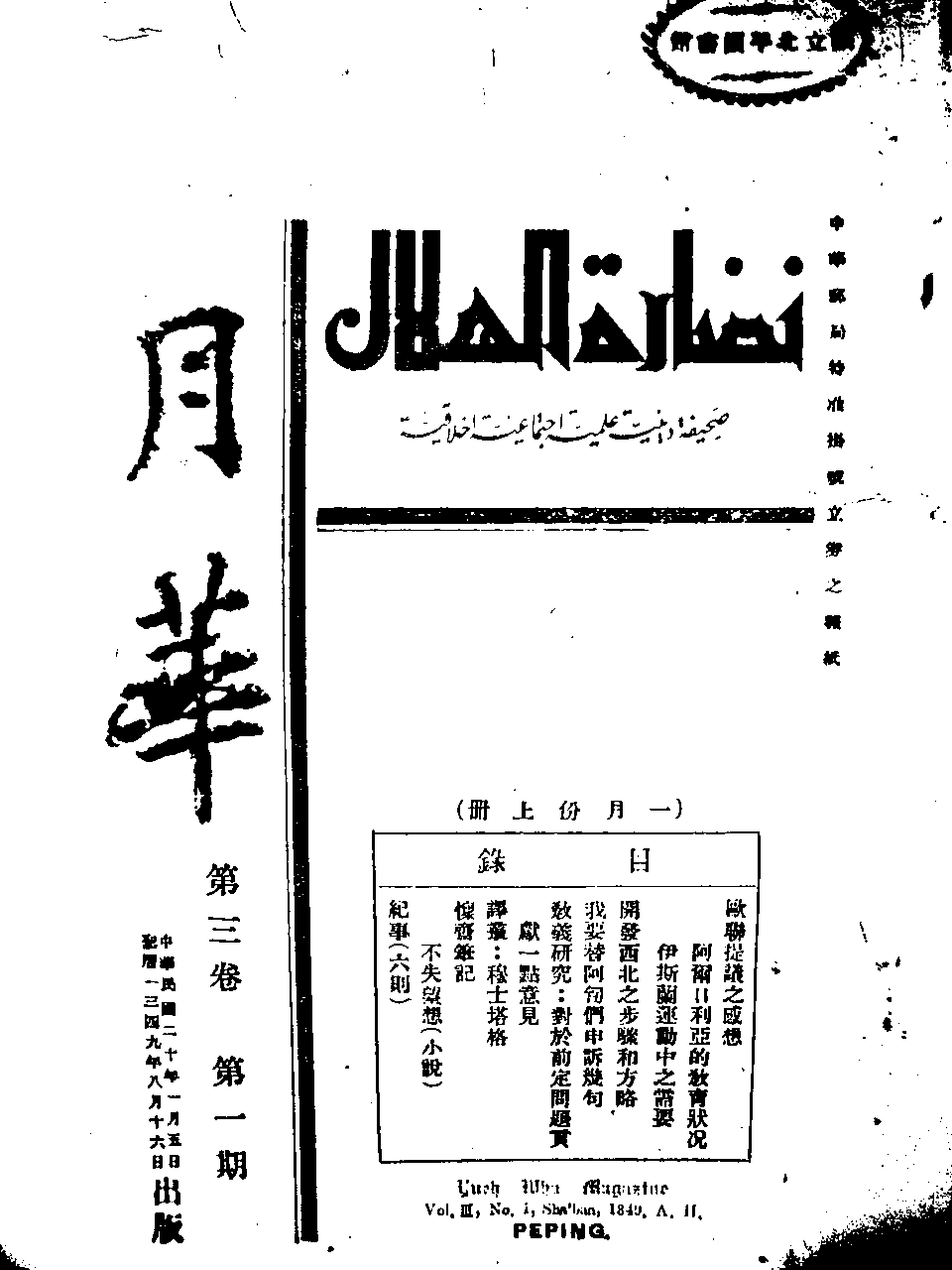
《月華》卷3第1期的封面(民國20年，1931)，自本年開始，《月華》改採用廿開裝訂成冊的雜誌形式，每冊大約有三十至五十頁。

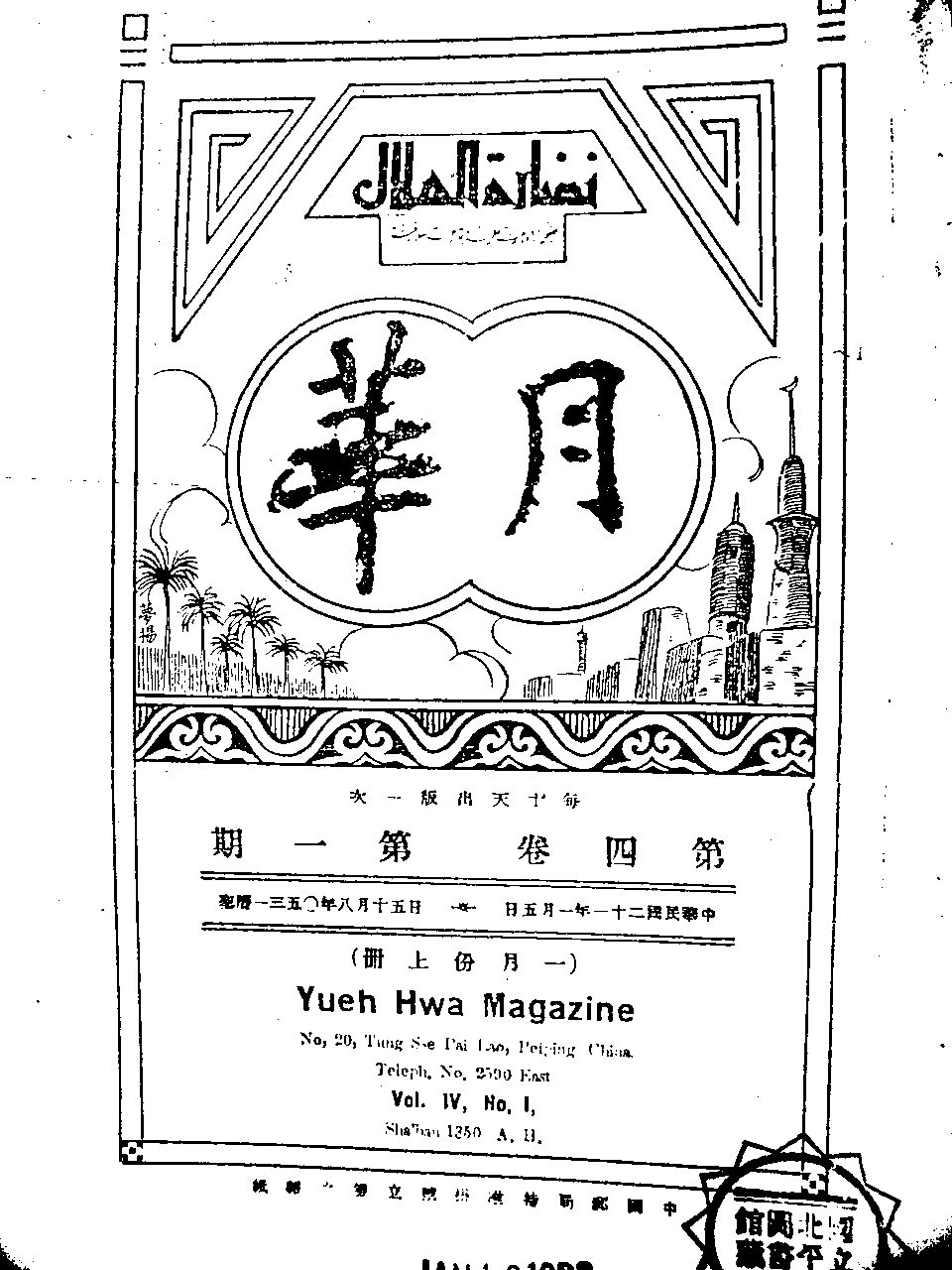
《月華》卷4第1期的封面(民國21年，1932)，這是當年份《月華》常見的封面形式，其插圖的左下角有製作者王夢揚的署名。

## 歷史

### 創刊初期
《月華》於民國18年(1929)11月5日在北平創刊。近代中國西北「寧馬」 家族的重要人物－馬福祥是《月華》的首要創辦人。民國18年春，成達師範甫從濟南遷校北平，是年秋季開辦師範部第二班，馬福祥父子來平視察該校，並邀請馬鄰翼 、成達師範校長唐柯三 、北平清真中學校長孫繩武 等五人聚會，其間眾人論及中國回教未來發展之前途時，馬福祥即以「吾教教義不彰、西北民智落伍為嘆」 ，故極力主張：

欲求吾國回教振興，首宜提高教民智識，智識提高，則種種事業，自然頭頭是道，易於著手。且陝甘西北一帶，為吾國回民根據地。而教民知識落伍，較內地尤甚，非有以啟迪之，不足謀整個回民之進步。欲達此旨，必要發行定期刊物，以溝通文化，開通風氣。風氣既開，則教育易於普及。蓋西北一帶，多以讀漢字書為危險事，雖有大力，未易奪其志，故發行刊物，實為振興吾教之要圖。

於是「發行刊物以發揚教義、啟發民智」，就成為與會五人的共識。這五人也就成為新刊物的發起人，而共同推舉成達師範代理校長馬松亭阿訇 為新刊物籌劃的主要負責人。然而當時成達師範甫遷校於北平，一切尚未穩定，馬松亭以「辦刊物與辦學校，旨同而途殊」，且「校內人少事多」，實「無兼顧之可能」，遂邀請當時擔任《晨報》編輯的孫幼銘 以及任職於北平市政府的趙振武 共同參與籌劃。
是年9月規劃出新報刊的初步計畫：首先新刊物規劃「每月出版三期，每期四開紙一頁」；其次發行量「每次出版暫定為一千份」；最重要的就是新刊物的開銷預算。當時本來規劃「印刷費、稿費、津貼及辦事雜費等最低額開支，每月約需二百元」，後來以馬福祥認為所需過大，將預算開支「減低為每月一百六十元」；並由馬福祥「月給百元」贊助之，其餘的六十元則由唐柯三、趙振武、孫燕翼等三人分頭籌集之。
長期以來，馬福祥與其家族一直是《月華》在經費財源上的重要支柱者；此外當時唐柯三與孫燕翼分別擔任成達師範學校、清真中學（民國20年改名為西北公學）的校長，透過兩校眾多校董的支援，也成為《月華》的重要經費來源。10月間眾人就在北平東四牌樓清真寺（成達師範的校址）內召開新刊物的籌備會議，前後共開三次會，決議以唐柯三、馬松亭、劉柏石（成達師範學務部主任） 、孫幼銘、趙振武等五人為該刊的設計委員，並組織《月華》報設計委員會。
在職務的分配方面，由唐柯三兼任社長，馬松亭主持總務並攝行社長職務，孫幼銘主持編輯，趙振武則負責印刷發行諸事務，劉柏石備顧問。出刊前夕，舉凡新刊物的立案、掛號、接洽印刷、發通知函件、造預算書，以及發行等諸手續，皆由趙振武和馬松亭合力完成。就在眾人的分工合作之下，《月華》終於如期在民國18年11月5日創刊。 由於它是在每個月的5日、15日和25日出刊，換言之大約每十天出刊一期，每年共出卅六冊。故在當時也常被稱之為《月華》旬刊、或《月華》(旬)報。以下為《月華》的創刊宗旨：

一、發揮回教適合現代潮流之精義。

二、介紹世界各地回民之消息。

三、增進中國回民之知識與地位。

四、解釋回教新舊教派之誤會。

五、發達中國回民之國家觀念。

六、提倡中國回民之教育及生計。

### 北平黃金時期(1929年11月-1937年5月)

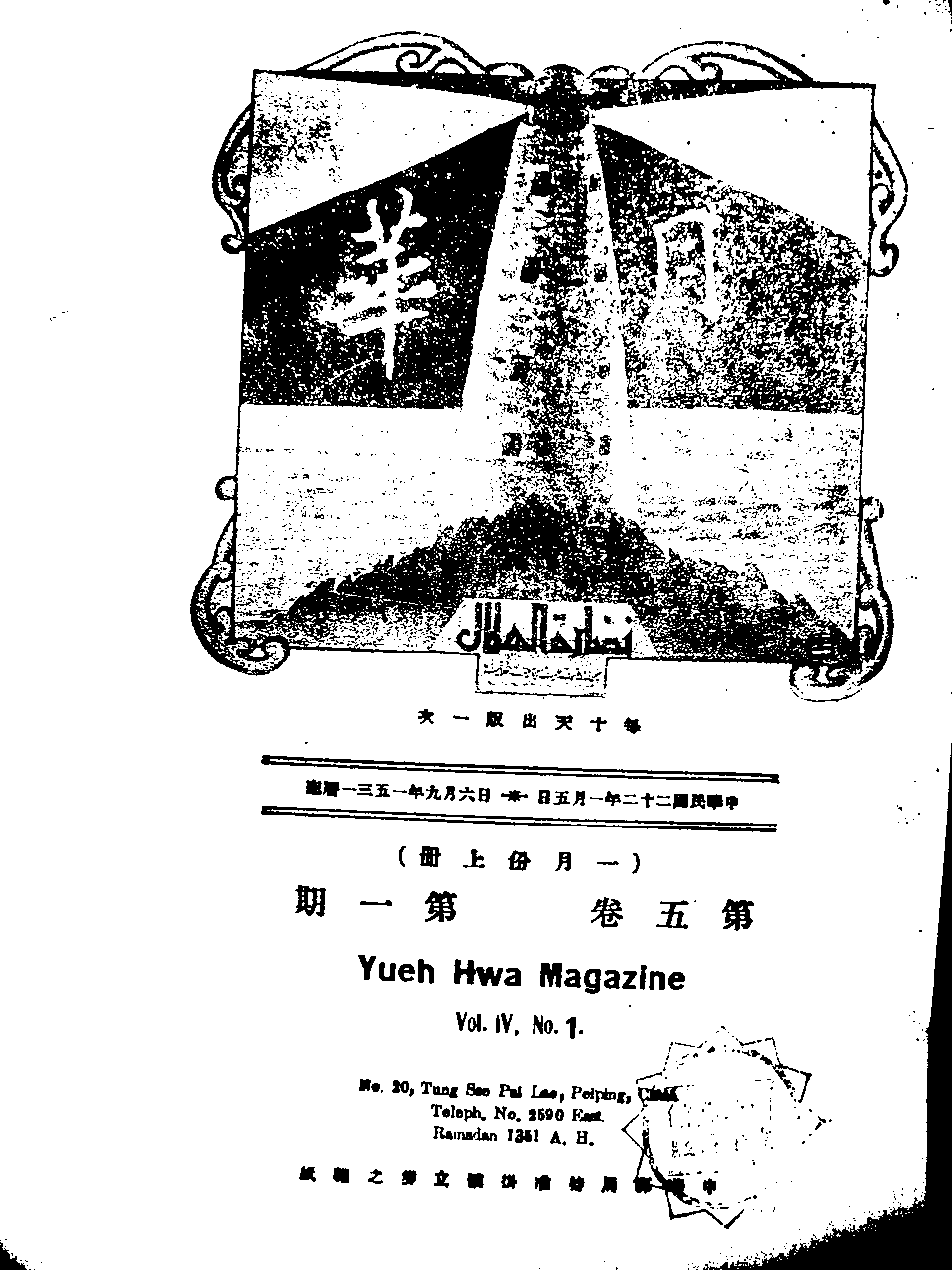
《月華》卷5第1期的封面(民國22年，1933)

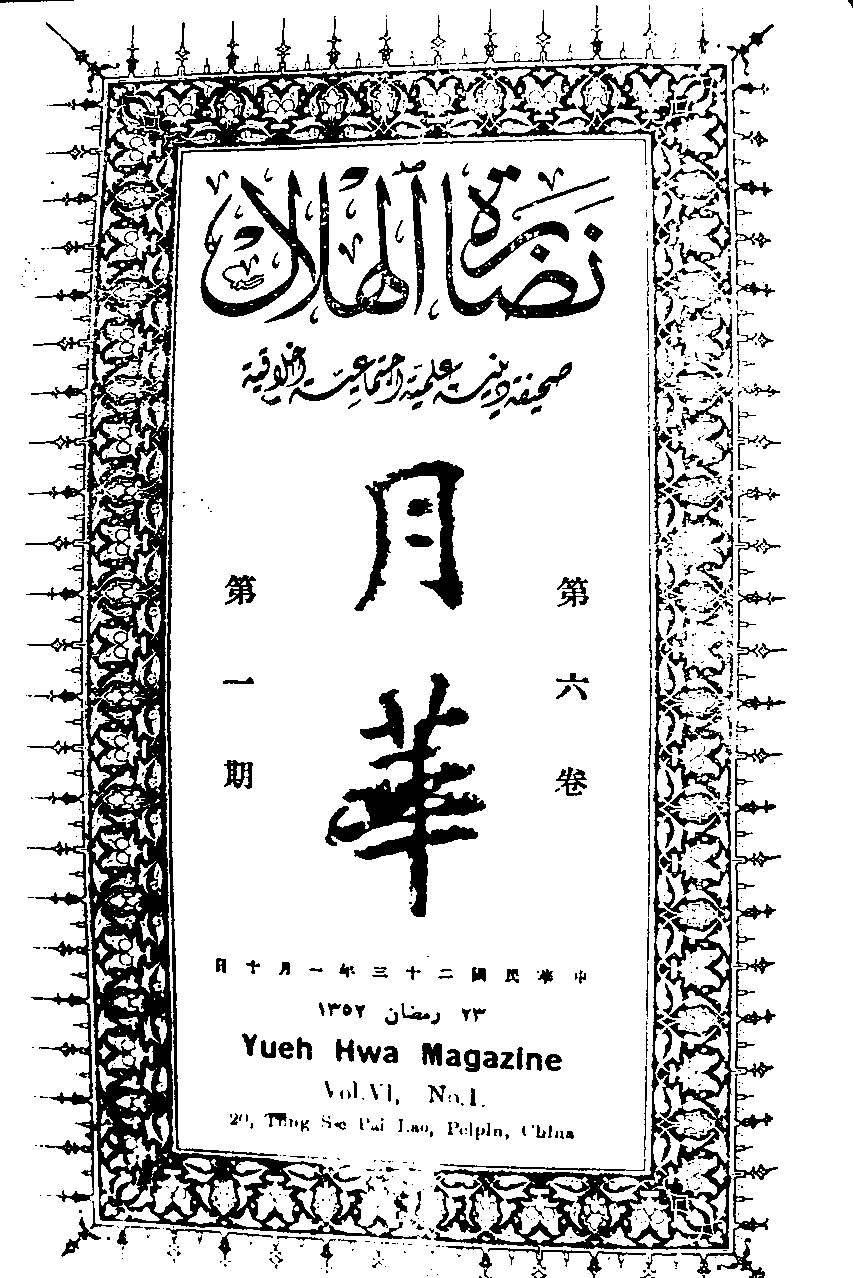
《月華》卷6第1期的封面(民國23年，1934)，這是當年份《月華》較為代表性的封面形式，頗具傳統伊斯蘭藝術的風格。

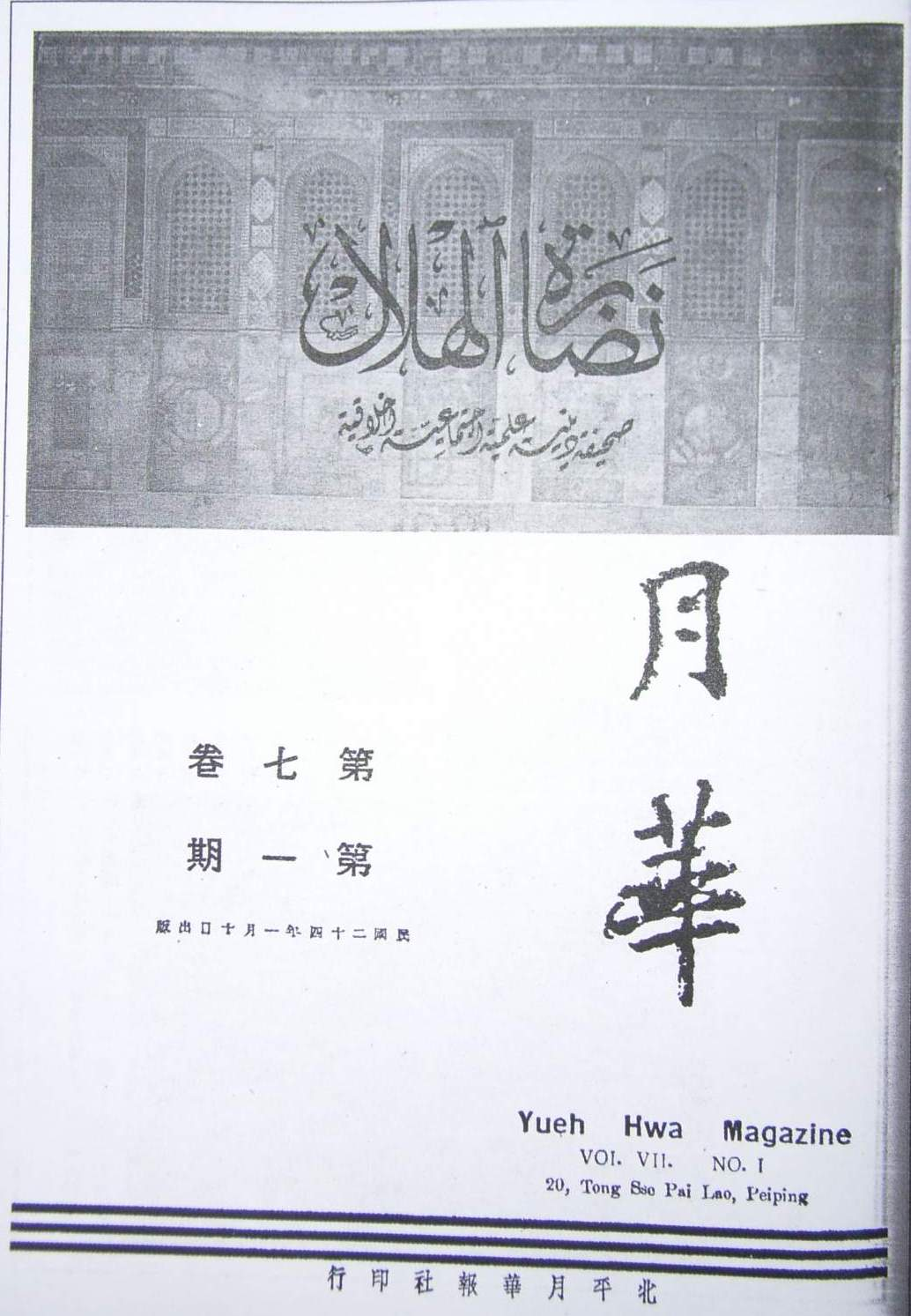
《月華》卷7第1期的封面(民國24年，1935)，封面是採彩色精緻印刷。本年是《月華》文章內容和編輯品質發展最成熟的階段，就連每一期所刊登的照片，都經過細心的安排以凸顯其主題。

《月華》創刊之初，五位設計委員皆為當然撰稿員。惟當時唐柯三正準備赴國民政府就任公職，馬松亭與劉柏石則分任成達師範代理校長與學務主任；主編孫幼銘仍兼職《晨報》編輯，趙振武則身任市府職員，五人均未能專任社務工作。故除了需要另僱一名專員常川駐社，辦理收發、繕寫、庶務、會計等事務。為了新刊物將來能長久發展計，委員會決定由主編延聘編輯、撰述員若干人，廣泛徵集各方稿件，並酌定稿酬，以維持刊物內容的品質。 本時期的主編前後有兩位：首任是孫幼銘(任職1929年底-1931年秋)，趙振武、王夢揚 為編輯。孫幼銘以北平「中才小學」教職員為班底所組成的「文藝觀摩會」，做為《月華》的首批撰述群，其成員有王夢揚、劉伯餘、劉屹夫兄弟、楊滌新，以及孫幼銘的姪子孫崇義等人。由於孫幼銘辦理報刊的經驗十分豐富，《月華》初期就是由他打下堅實的根柢。 

創刊首年的12月底，也就是該刊的第6期，編輯部就決定以是年所出刊的6期為第一卷；以明年(民國19年)預出的36期為第二卷，以後每年即以此類推。 前兩卷的《月華》形式較為簡單，每期祇有四開報紙一張，共分四個版面，其內容體例則採行「混合編列」。從卷二開始，《月華》就非常重視「教義研究」與「文化發揚」的工作。「教義研究」之專欄，幾乎見於每期之中，這也是該刊嘗試對其文章的體例進行標欄分類的開始。此外有關伊斯蘭古代文化之介紹、提倡回民教育與生計之文字、各地回民現狀之披露、宣傳建設西北之論述，以及灌輸回民現代政治思想與國家民族觀念之文章，皆為是年《月華》的發展重心。除了「創刊號」之外，編輯部還規劃製作了四個專號和一個特刊：「齋月專號」、「青年專號」、「婦女專號」、「古爾邦專號」，以及「翻譯古蘭經宣傳特刊」。這些創建與成果都必須歸功主編孫幼銘。此外有關「教義」方面的稿件，為求慎重起見，加以孫當時還身膺他職，故由趙振武和馬松亭審查核閱。所以《月華》自創刊之初，即力求文章內容的嚴謹與充實。

民國20年(1931)該刊第三卷開始，《月華》一改前兩年「單張四開」的簡單報紙形式，改採用廿開裝訂成冊(本)的雜誌形式。 每期出刊一冊，每冊大約有三十至五十頁，每年仍出刊卅六冊，故每一期出刊的「量」有極大的躍進，這是本階段《月華》走向成熟穩定的關鍵點。此外由於稿件材料徵集的多元化，以及其在質量上的提昇，是年本刊物的文章內容和編輯品質亦有極大的突破。當時每期除了卷首論文不標題，其餘則劃分成「教義研究」、「代論」、「譯叢」、「調查」、「專件」、「特載」、「選載」、「筆記」、「文藝」等主題欄目。尤其是有關於全國各地寺坊穆民狀況及各地清真寺的調查報告，是《月華》最具特色與價值的內容之一。 這些報導都是由各地讀者在其家鄉調查後投稿而來，是瞭解民國二〇年代中國各地寺坊穆斯林生活情況的珍貴史料。 是年《月華》完成了安徽、廣西、察哈爾、綏遠、江西等省，及河南省、山東省、江蘇省、陝甘等省之大半寺坊與清真寺的調查工作，其成果不但反映出其讀者遍及全國，更可看出其在國內各地穆斯林的影響力。 除了國內讀者之外，《月華》自第三卷開始，交換之英文、德文、阿文、馬來文、土耳其文報紙，達22種之多；而海外讀者亦遍及南洋群島、印度、緬甸、阿富汗、伊拉克、波斯、汗志(麥加)、敘利亞、土耳其、埃及、英、法、德、南北美洲等地。當時各地回教國、回教民族，舉凡有回教團體及回教學校者，多與《月華》建立友誼。 

是年秋季，主編孫幼銘因故辭職離開北平， 改由趙振武繼任(任職1931年秋-1937年5月中旬)。同時《月華》的撰述群也發生異動，先是中才小學和西北公學附小合併，「文藝觀摩會」的成員中多數組織「追求學會」，另辦《正道》雜誌。《月華》編輯部遂引進「伊斯蘭學友會」為新一批撰述群，其成員包括：薛文波、王農村、馬孟擇、馬翔孚、馬述堯、吳建勳，和李廷弼、王蔚華夫婦等人。此外《月華》創刊開始就和成達師範關係密切，其報社與編輯部就設在成達出版部裡面。故在馬松亭的支持下，主編趙振武更積極培植成達師範學生為《月華》的新寫作骨幹。他們和「伊斯蘭學友會」同時成為《月華》的第二批寫作群。 事實上從創刊初始，該校師範部第一班學生，如韓宏魁、馬毓貴、馬金鵬、周仲仁、金殿桂、王國華等人，就已積極投入社務的工作。 之後師範部第二、三班學生以及研究部學生和畢業校友，有許多成為《月華》寫作群的主力。如馬學仁、丁德普、馬宏毅、閃鴻鈞、馬湘、馬心泉、虎世文、張玉光、馬繼高、馬浩澄等。成達師範的教職員亦有許多兼任《月華》編輯，如王夢揚、馬自成阿訇、龐士謙阿訇、馬淳夷、馬孟擇、王農村等。換言之，成達師範歷屆的許多師生和畢業校友，為《月華》組織一支堅強的寫作骨幹。他們正是《月華》能夠長期生存下去，並能保持嚴謹的寫作水準的重要原因之一。 此外《月華》還有許多派駐在海內外的通信撰述員，他們是《月華》報導國內外各地回教訊息的重要傳遞者。以下(表2)為《月華》創刊至民國24年間重要幹部與派駐各地通訊員一覽表。

在九一八事變以前，《月華》就已突破了四千份，實為該刊近二十年以來在發行量的最盛時期。第四卷開始，東北四省相繼淪陷，郵路梗阻，千餘閱戶隨之以去，於是四、五卷以後之行銷數量，乃暴跌至三千份左右，然而卻無損於《月華》的突飛猛進。自趙振武繼任主編後，即辭去市政府的公職，全心經營《月華》，故《月華》在內容的充實方面，仍與時俱進。為了達到宣揚伊斯蘭教義、報導世界各地的回教消息、回教史料等功能，該刊物即先後增加了(古蘭)真經譯解(卷三)、回教世界(卷四)、時評、(回教)史料(卷六)等新標題欄目。古蘭經譯解是由馬自成阿訇 指導成達師範部和研究部學生共同進行，時評則多由王夢揚、吳斯曼執筆。 此外為了能將教義普及於廣大普羅教民，從卷四開始還增加了「通俗講演」專欄。 以刊物版面的精緻化而言，卷七(民國24年)是《月華》的文章內容和編輯品質發展最成熟的階段，不僅封面恢復彩色印刷，就連每一期所刊登的照片，都經過細心的安排以凸顯其主題。 在趙振武擔任主編期間，《月華》還先後製作了九個專號：「紀念馬云亭先生專號」、「成達師範學校第一班畢業專號」、「辨誣專號」、「回教與人生特號」、「北平西北公學畢業專號」、「《月華》五週年特大專號」、「馬自成大阿訇紀念專號」、「兒童專號」、「衛教專號」。北平時期的《月華》共出刊272期(1-9卷)，以活潑「平民化」風格贏得國內外穆斯林讀者的青睞。 

《月華》的財務負擔，應該是阻礙其充分發展的最大致命傷。尤其是為了要維持雜誌的精緻形式，刊物自第三卷開始即在入不敷出的情形之下，背負了沉重的債務。次年《月華》甚至於還一度發行彩色套印的豪華封面，此舉無疑使該刊物的負債雪上加霜。 到了民國23年(1934)，《月華》虧累的鉅額債務竟達到一萬四千餘元。 《月華》為了要維持營運，曾先後於卷四、卷七兩個年度向讀者增漲其「報價」 ；然而即使再加上廣告的收入，《月華》仍入不敷出。加上自民國22年以後，華北平津地區在日本軍事行動步步進逼下，其社會經濟已不若以往的寬裕，該刊已無法再維持卷七的精緻豪華版面。 從民國25年(卷八)起，《月華》走上簡樸克難的道路，連封皮(彩色)都節省了，每期發行的頁數也減少了許多，之前所發展規劃的各項井然整齊的欄目也都一概省併了。 惟在文章內容的精實度方面，《月華》仍維持相當嚴謹的水準，這應該要歸功於當時的主編趙振武、以及成達師範學校歷屆在校師生和畢業校友的努力經營。隔年的5月中旬《月華》停刊，也結束其第一階段的發展。除了其本身的財務困境，日軍當時在平津地區軍事壓力所造成的困難時局，應該也是《月華》當時停刊的原因之一。

表2：《月華》創刊至民國24年間(1929-1935)，其重要幹部與派駐各地通訊員(尚不包括成達師範歷屆的學生)：

- 《月華》創辦人：馬福祥、馬振五、馬鴻逵[35]、孫燕翼、唐柯三(兼設計委員、社長)
- 《月華》設計委員：孫幼銘(兼主編(1929-1931))、趙振武(兼主編(1931-1937))、劉柏石、馬松亭阿訇
- 《月華》編輯：王夢揚、馬自成阿訇、龐士謙阿訇、李廷弼、馬孟擇、馬翔孚、王農村、馬淳夷(愚克)、吳建勳
- 《月華》駐各地通信撰述員：納子嘉(忠)(雲南)、海維諒(印度)、錢興亞(江西)、楊培生(貴州)、希哈倫丁(天津)、馮瑞生(西安)、王鈞璞(龍江)、馬子實(堅)(埃及)、馬天英(上海)、花子嘉(揚州)
- 《月華》其他常見撰述員：蘇德宣、薛文波、常步舜、陳智伯、吳事勤、金吉堂、傅統先、鐵子房、劉煥章、洪心泉

### 桂林抗戰時期(1938年4月-1942年12月)
《月華》曾在民國26年(1937)5月間－七七事變抗戰爆發前夕停刊，次年的4月5日，《月華》隨著南遷的成達師範學校於廣西桂林復刊，這是《月華》的第二時期(1938年4月-1942年12月)，期間共出刊了141期(卷10- 14)，也歷經了兩位主編。先是《月華》主編孫幼銘、趙振武因身體欠佳並未隨著成達師範與《月華》南遷至桂林，趙、孫二人不久先後於民國26年底、民國27年(1938)在北平歸真。復刊後的主編首先由回族歷史學者白壽彝(任職1938年4月-1939年5月)擔任 ，周仲仁(成達第一班畢業生)任編輯。白主編作風嚴謹，「一方面負起大時代的使命，盡力闡揚回教關於愛國抗戰的教訓，一方面又注重學術的研討」，「復刊號」即其傑作。 

民國28年5月由馬金鵬擔任《月華》主編(任職1939年5月-1942年12月) ，金殿貴任編輯，他們都是留學埃及愛資哈爾大學歸來的成達第一班畢業生。馬金鵬任職時僅26歲，是《月華》歷任主編中最年輕的一位，「紀念十週年專號」即其傑作。金殿桂於民國28年因病歸真後，遺缺改由馬浩澄繼任(成達研究部畢業生)。桂林時期的寫作群亦有極大的異動，主要以桂林成達師範在校生和留埃學生為主力。此外民國30年(1941)10月，成達師範由重慶政府強制收歸國有，校長唐柯三、馬松亭先後離校，該校的「教育興教、宗教救國」理念漸失，國立成達師範僅為一所培育回族小學師資的師範學校，學生回漢兼收，故師範部的阿文課程亦遭刪除，僅存阿文專修班維繫昔日經堂大學改革的精神。此時《月華》也和成達脫離了關係。

民國31年(1942)底，《月華》再度停刊，戰時物資缺乏應是主要因素。民國33年(1944)夏，日軍進逼桂林，成達師範亦被迫遷校重慶。

### 重慶復刊時期(1946年1月-1946年7月)
抗日戰爭勝利後，民國35年(1946)元月，《月華》才在重慶復刊，這是《月華》的第三時期(1946年1月-7月)，共出刊21期，是馬松亭阿訇堅持個人興教理念的成果。他自籌資金，兼任《月華》出版社社長、主編、總務等職。由於《月華》已和成達師範分離，故其撰述群多是原成達師範的舊人和校友，以及「青年伊斯蘭社」的成員。

### 回歸北平時期(1947年6月-1948年6月)
民國36年(1947)6月，《月華》才遷回發祥地－北平東四牌樓清真寺，這是《月華》的最後一個時期(1947年6月-1948年6月)。此時《月華》已改為月刊，社長馬松亭邀請甫從埃及愛資哈爾大學歸國的龐士謙阿訇 擔任主編。版面則改為十六開，撰述群包括原成達師範的故舊、留埃學生、青年伊斯蘭社成員，以及回教經學院學生，該校是自成達師範改為國立後，馬松亭為了延續經堂大學的改革理念而在東四清真寺所創辦的。為了增加營收，馬阿訇還成立「月華文化服務社」。國共內戰對平津地區社會經濟的影響，是結束《月華》關鍵因素，從民國37年(1948)開始，《月華》只能按季出刊，是年6月《月華》就結束了近20年的發展歲月而走入歷史。

## 各時期主編與期數

### 北平黃金時期(1929年11月-1937年5月)
- 編輯工作：
  - 孫幼銘主編，趙振武、王夢揚編輯(1929年底-1931年秋)
  - 趙振武主編(1931年秋-1937年6月)民國21底至民國22年5月間，趙振武隨馬松亭護送留學生赴埃及，此時《月華》主編則由龐士謙阿訇代理、王夢揚編輯。
- 出刊期數：1－9卷，共272期

### 桂林抗戰時期(1938年4月-1942年12月)
- 編輯工作：
  - 白壽彝主編，周仲仁編輯(1938年4月-1939年5月)
  - 馬金鵬主編，金殿桂編輯(金歸真後，馬浩澄繼任。)(1939年5月-1942年12月)
- 出刊期數：10－14卷，共141期

### 重慶復刊時期(1946年1月-1946年7月)
- 編輯工作：馬松亭阿訇主編
- 出刊期數：(16卷)，共21期

### 回歸北平時期(1947年6月-1948年6月)
- 編輯工作：龐士謙阿訇主編(當時尚有姐妹刊：《月華六日刊》)
- 出刊期數：共13期(此時已改成月刊，1948年起，改按季出刊)

## 立場
《月華》編輯部和北平成達師範師生，不論是在批判傳統經堂大學和清真寺教職人員、或是鼓吹新式回民教育，其立場主要都是站在當時「伊赫瓦尼」的改革派角度來論述。而成達師範在濟南發祥地－穆家車門清真寺，本身就是民國10年(1921)穆華亭朝覲歸來後為了宣揚「伊赫瓦尼」的改革理念而建立的。該派支持「中阿並重」的教育改革，要求經文教學之外，當須增設漢語、自然科學與社會科學課程，贊成用漢語文闡述伊斯蘭教義，反對誦經獲酬(乜貼)，不接受教徒的宴席招待；反對傳統殯禮的鋪張浪費、披麻戴孝、哭喪、遊墳點香等習俗。亦反對蘇非門宦崇拜聖徒、聖墓和聖物的作法。此外他們嚴格要求婦女要戴蓋頭，穆斯林參加社會活動都要嚴格遵循教法的規定。成達教師馬自成阿訇和曾任教於該校並與《月華》關係友善的王靜齋阿訇，都是「伊赫瓦尼」派的著名阿訇。此外馬福祥歸真後，其子馬鴻逵繼任成達師範和《月華》董事長，馬鴻逵本人亦是「伊赫瓦尼」的熱心支持者。馬鴻逵和虎嵩山、王彥孝阿訇合作在寧夏各地推廣「中阿學校」，其實就是在推行「伊赫瓦尼」的理念，《月華》多肯定之。甚至馬步芳以武力強勢在青海各回坊推行「伊赫瓦尼」時，《月華》對其亦多隱惡揚善，多彰顯其「青海回教促進會」對當地新式回民中小學的建樹。